# والتر سوتون
والتر سوتون هو عداء سريع كندي، ولد في 15 أكتوبر 1932.

## وصلات خارجية
- والتر سوتون على موقع أوليمبيديا (الإنجليزية)